# Imbringen
Imbringen (lb. Amber) – wieś (Uertschaft) w środkowym Luksemburgu, w kantonie Grevenmacher, w gminie Junglinster. Do 3 października 2015 miejscowość leżała w dystrykcie Grevenmacher. Liczy 359 mieszkańców (1 stycznia 2023).